# Stop Asian Hate
Stop Asian Hate (рус. Остановите ненависть к азиатам) — серия демонстраций, протестов и митингов против насилия в отношении азиатов и американцев азиатского происхождения, которые прошли в США начиная с 2021 года в ответ на расовую дискриминацию американцев азиатского происхождения в контексте пандемии COVID-19.

## Фон
Пандемия COVID-19, впервые зарегистрированная в городе Ухань в китайской провинции Хубэй, привела, как предполагают, к росту расизма в отношении азиатов и американцев азиатского происхождения. В создании такой атмосферы нередко обвиняли президента Дональда Трампа, который неоднократно говорил о «китайском» вирусе, что якобы подпитывало неприязнь к азиатам в целом. По данным Центра изучения ненависти и экстремизма при Калифорнийском государственном университете в Сан-Бернардино и организации Stop AAPI Hate, количество преступлений против американцев азиатского происхождения увеличилось с 2019 года. Например, Центр изучения ненависти и экстремизма сообщил, что число преступлений на почве ненависти против азиатов увеличилось на 150 % к 2020 году, а организация Stop AAPI Hate получила 3 795 сообщений о дискриминационных инцидентах в первый год пандемии. Исследование Центра по изучению ненависти и экстремизма также показало, что число преступлений на почве ненависти к азиатам в 2021 году выросло на 339 % по сравнению с 2020 годом, а в полицейском управлении Сан-Франциско в том же году число преступлений на почве ненависти к азиатам выросло на 567 %. В Нью-Йорке эта цифра составила 343 %.

## События

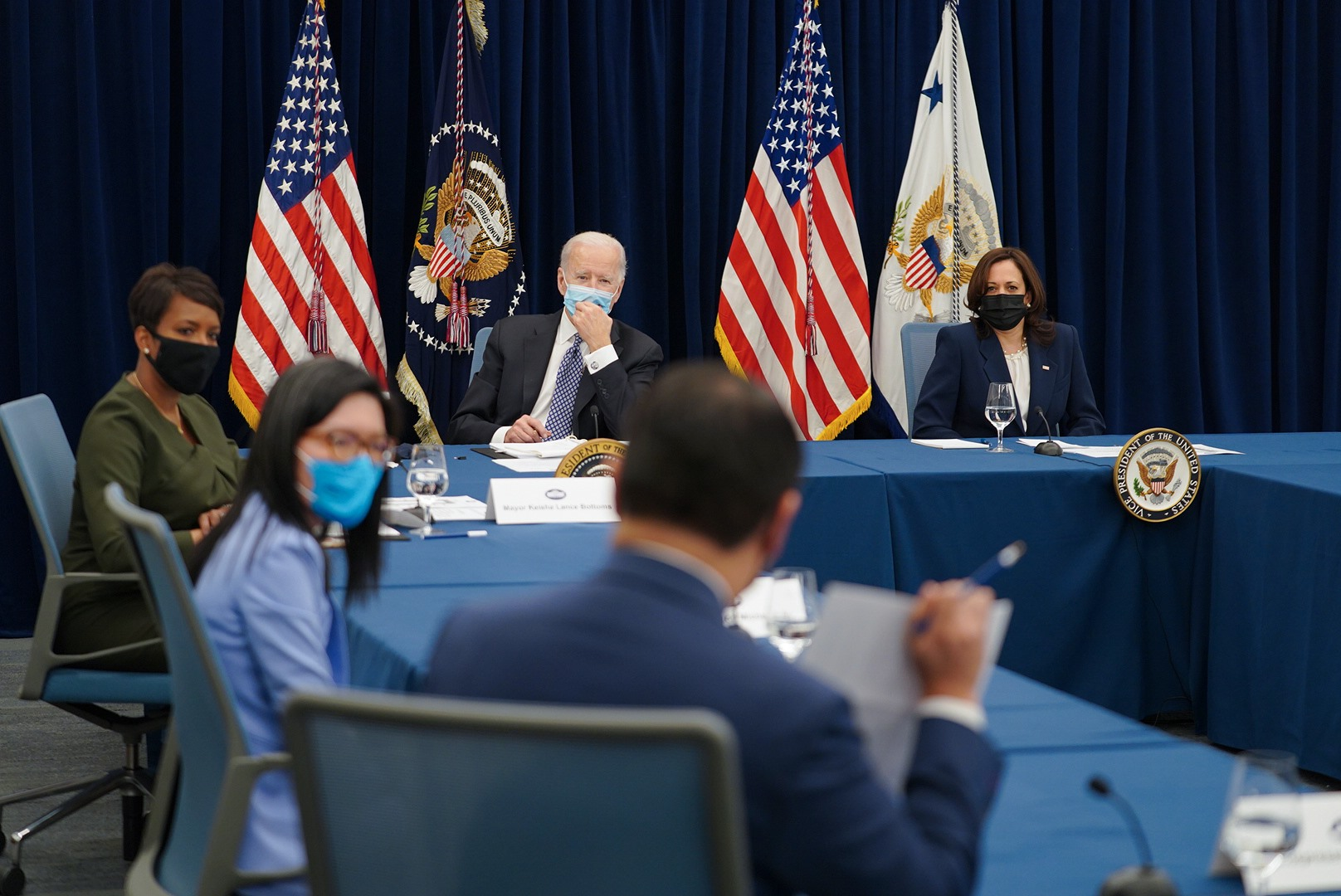
Встреча президента Джо Байдена и вице-президента Камалы Харрис с лидерами азиатско-американской общины в Атланте 19 марта 2021 года

16 марта 2021 года в трёх спа-салонах в районе Атланты произошла стрельба, в результате которой погибло восемь человек, из них шесть — женщины азиатского происхождения. Полиция заявила, что убийца совершил преступления из-за конфликта между влечением к девушкам из спа-салонов и своими религиозными верованиями. Хотя это убийство не было квалифицировано, как «преступление на почве ненависти», оно привело к взрыву массового негодования в США и за их пределами, и ряду митингов с призывами обеспечить расовое равенство и безопасность для лиц азиатского происхождения, а также включить более подробное изложение истории Азии в школьную программу. 21 мая 2021 года президент США Джо Байден подписал билль, нацеленный на борьбу с преступлениями против лиц азиатского происхождения. В кампанию включились многие деятели культуры, в том числе известная корейская поп-группа BTS: пост участников группы на эту тему стал постом в Твиттере, который имеет максимальное число репостов за 2021 год.